# Cirrodrilus cirratus
Cirrodrilus cirratus är en ringmaskart som beskrevs av Pierantoni 1905. Cirrodrilus cirratus ingår i släktet Cirrodrilus och familjen kräftmaskar. Inga underarter finns listade i Catalogue of Life.